# Dodecaedru trapezorombic
În geometrie dodecaedrul trapezorombic sau dodecaedrul rombotrapezoidal este un poliedru convex cu 6 fețe rombice și 6 fețe trapezoidale. Având 12 fețe, este un dodecaedru, dar nu unul regulat. Are simetrie D3h. O formă concavă poate fi construită dintr-o desfășurată identică, excavând trapezoedrele trigonale de sus și de jos.

## Construcție
Acest poliedru poate fi construit dintr-o prismă hexagonală uniformă înaltă, la care, în partea de sus și de jos, se fac câte 3 tăieturi la un anumit unghi. Trapezele reprezintă ceea ce rămâne din fețele prismei inițiale, iar cele 6 romburi sunt rezultatul tăieturilor de sus și de jos.

## Umplere a spațiului

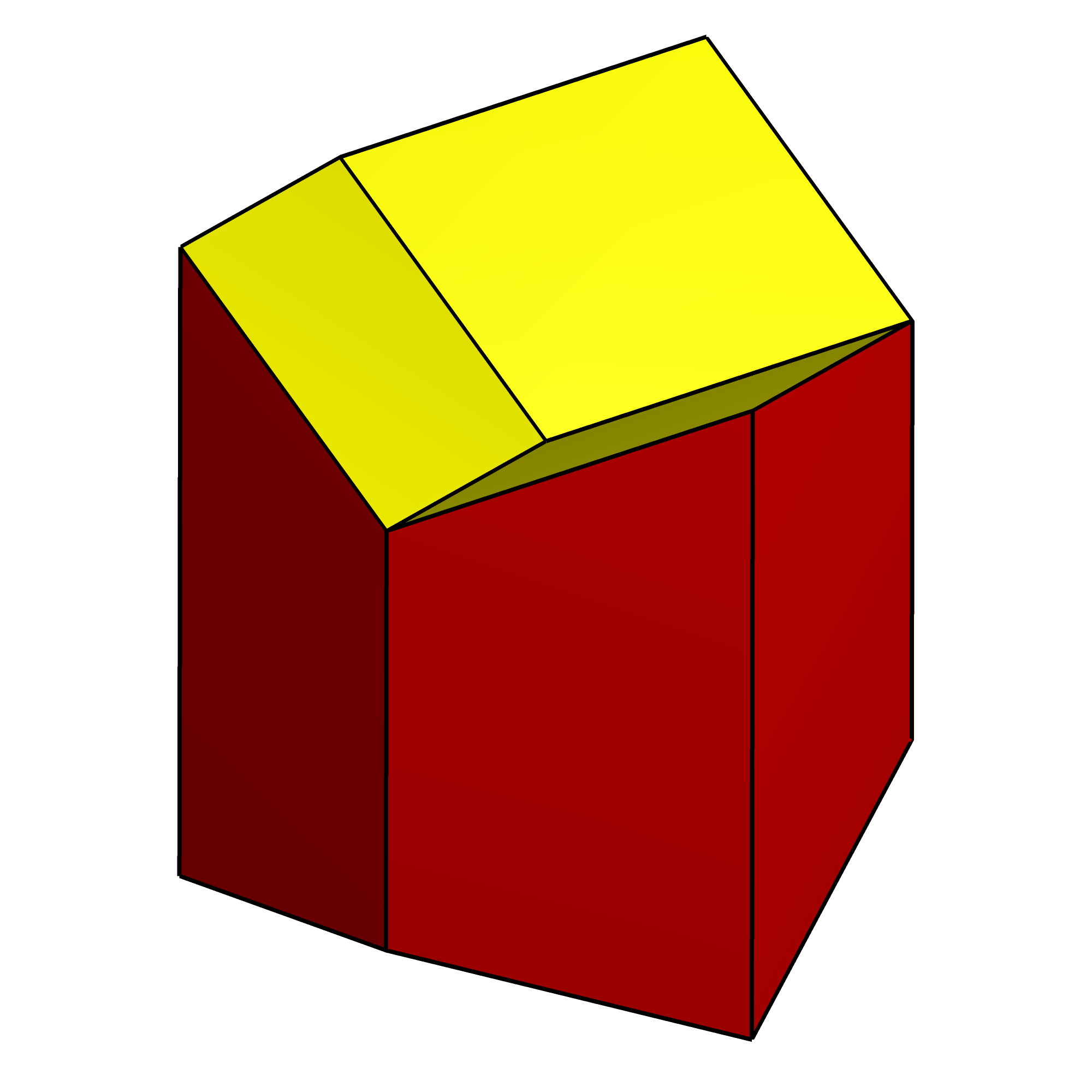
Configurația concavă

Cu celule în formă de dodecaedru trapezorombic se poate construi fagurele dodecaedric trapezorombic. Fiecare „strat” este o pavare hexagonală sau rombică, iar straturile alternative sunt conectate după deplasarea centrelor lor și rotirea fiecărei celule astfel încât fețele rombice să se potrivească.
În cazul particular în care laturile lungi ale trapezelor sunt egale cu de două ori lungimea laturilor scurte, celulele sunt acum celulele Voronoi⁠(d) ale sferelor dintr-o împachetare hexagonală compactă a sferelor⁠(d) într-o rețea cubică centrată pe fețe, o modalitate optimă de a împacheta sferele într-o rețea. Prin urmare, este similar cu dodecaedrul rombic, care poate fi reprezentat prin rotirea jumătății inferioare a imaginii la dreapta cu un unghi de 60°. Dodecaedrul rombic este o celulă Voronoi a celuilalt mod optim de a împacheta sfere.
Ca celulă Voronoi a unui model spațial regulat, este un plesioedru⁠(d).
Este dualul ortobicupolei triunghiulare.

## Variații
| Dodecaedru rombotriunghiular | desfășurată |

Dodecaedrul trapezorombic poate fi văzut ca o alungire a altui dodecaedru, care poate fi numit dodecaedru rombotriunghiular, cu 6 romburi (sau pătrate) și 6 triunghiuri. De asemenea, are simetrie d3h și umple spațiul. Are 21 de laturi și 11 vârfuri. Cu fețe pătrate poate fi văzut ca un cub divizat în două jumătăți cu câte trei fețe (pătrate), una din jumătăți rotită cu 180° și umplut golurile cu triunghiuri. Când este folosit la umplerea spațiului, conectarea dodecaedrelor pe triunghiurile lor lasă două suprafețe în formă de jumătate de cub în partea de sus și de jos, care apoi se pot conecta cu starturi complementare (decalate).